# Разъезд 6
Разъезд 6 (каз. рзд. 6) — упразднённый разъезд в Жарминском районе Восточно-Казахстанской области Казахстана. Входил в состав Шарской городской администрации. Код КАТО — 634421780. Ликвидирован в 2013 году.

## Население
В 1999 году население разъезда составляло 40 человек (18 мужчин и 22 женщины). По данным переписи 2009 года в разъезде проживало 28 человек (12 мужчин и 16 женщин).